# Resolução 85 do Conselho de Segurança das Nações Unidas
Resolução 85 do Conselho de Segurança das Nações Unidas, foi aprovada em 30 de julho de 1950, foi a resolução do Conselho de Segurança das Nações Unidas que autorizou o comando das Nações Unidas sob o general Douglas MacArthur para apoiar a população civil da Coreia, e pediu que as agências especializadas, órgãos subsidiários pertinentes das Nações Unidas e as organizações não governamentais adequadas apoiem o comando das Nações Unidas em fazê-lo.
Foi aprovada com 9 votos, a Iugoslávia se absteve. A União Soviética não estava presente quando a votação ocorreu. Com a sua não-presença a União Soviética protestou contra o não reconhecimento do novo regime da República Popular da China.